# Ingolf Kiesow
Ingolf Kiesow, född 27 december 1939 i Tyska Christinae församling i Göteborg, är en svensk diplomat.
Kiesow tog juris kandidat-examen 1964. Samma år anställdes han vid Utrikesdepartementet och tjänstgjorde förutom i Stockholm också vid ambassaderna i Tokyo, Rom, Mexico City, Caracas och Pyongyang.
Han var 1989–1992 ambassadör i Kuwait med sidoackreditering i Abu Dhabi, Doha och Manama. Åren 1992–1994 var han ambassadör till utrikesministerns förfogande med placering som lärare vid Försvarshögskolan, varpå han från 1994 var minister vid ambassaden i New Delhi samtidigt som han var huvudlärare i säkerhetspolitik vid Försvarshögskolan 1994–1997. Han var generalkonsul i Hongkong 1997–2000, ambassadör till utrikesministerns förfogande 2000–2001 och forskare i säkerhetspolitik vid Totalförsvarets forskningsinstitut 2001–2007. Sedan 2010 är han verkställande direktör i egna företaget Kiesow Konsult.
Ingolf Kiesow invaldes 1994 som ledamot av Kungliga Krigsvetenskapsakademien.